# Andrea Oxner da Rinn
Andrea Oxner da Rinn, noto anche come Andreas Oxner (1459 – Rinn, 12 luglio 1462), fu un fanciullo austriaco, venerato come beato dalla Chiesa cattolica dal 1755 al 1994. Si tratta, secondo dati non provati storicamente, di uno dei martiri cristiani uccisi dagli ebrei durante il Medioevo, come Guglielmo di Norwich, Varnerio di Oberwesel e Simonino di Trento.

## Leggenda
Andrea Oxner nacque nel 1459, figlio di Simone Oxner e di Maria. All'età di due anni rimase orfano di padre e la madre decise di affidarlo alle cure di uno zio, un certo Meyer, proprietario di una locanda a Rinn.
Secondo la leggenda, nel 1462 un gruppo di commercianti ebrei di Nurberg avrebbe offerto a Meyer una somma di denaro per l'acquisto del fanciullo e l'uomo avrebbe acconsentito. Il 12 luglio 1462 i commercianti ebrei avrebbero portato il piccolo Andrea in un bosco di betulle e lo avrebbero sacrificato su una pietra, da allora nota come Judenstein, la pietra degli ebrei. Dopo averlo circonciso avrebbero appeso il corpo del bambino al ramo di un albero.
Il corpo del bambino fu trovato dalla madre, la quale lo fece seppellire nel cimitero di Ampass, villaggio vicino a Rinn. 
Una tardiva inchiesta, avvenuta solamente diversi anni dopo il fatto, non riuscì ad assicurare alla giustizia i responsabili dell'omicidio.

## Beatificazione
In seguito al presunto omicidio rituale di Simonino di Trento la storia del piccolo Andrea Oxner iniziò ad essere conosciuta in tutta Europa. Diversi pellegrini, incluso l'imperatore Massimiliano I d'Asburgo, si recarono a pregare sulla tomba del piccolo martire. 
Nel 1620 Ippolito Guarinoni, medico di Hall, fece edificare una cappella sul luogo del martirio. In seguito i resti del bambino furono traslati all'interno di essa.
Da fonti storiche si sa che, nel 1722, il giorno della sua festa, cioè il 12 luglio, si celebrava in onore del martire la messa votiva dei Santi Innocenti. 
Nel 1750 o nel 1751 il vescovo di Bressanone e l'abate dei Premostratensi di Wilten indirizzarono a papa Benedetto XIV la richiesta di beatificazione del piccolo Andrea Oxner. Il 27 settembre 1751 il pontefice diede inizio al processo di beatificazione, che si concluse nel 1755 con una beatificazione equipollente.

## Abolizione del culto
Nel 1985, Mons. Reinhold Stecher, arcivescovo di Innsbruck, fece trasferire il corpo di Andrea Oxner dalla cappella al cimitero e nel 1994 abolì ufficialmente il suo culto, non suffragato da documenti storici.